# Full Circle (album av Creed)
Full Circle är det fjärde albumet av det amerikanska rock bandet Creed, utgivet 27 oktober 2009. Det är Creeds första utgivning sedan samlingsalbumet Greatest Hits från 2004, deras första studioalbum sedan 2001 års Weathered och det första studioalbumet med originalbasisten Brian Marshall på nästan exakt ett decennium. Albumet var producerat av Howard Benson. Albumet var färdigt 31 juli 2009, då det tillkännagavs av Scott Stapp. Fyra dagar senare avslöjades album omslaget genom bandets officiella e-news. Albumet var gjort mest på Digital Audio Workstationer som FL Studio, Pro Tools, och Soundforge, men vissa låtar hade live instrument inspelade.

## Turné
Bandets 2009 års Creed Reunion Tour startade 6 augusti i Pittsburgh, Pennsylvania, och avslutades 20 oktober 2009, i Hidalgo, Texas. ursprungligen hade Flyleaf och Fuel varit planerade som öppningsband, men Nya Zeeland bandet Like a Storm och Hoobastank öppnade för Creed i den första delen av concerten, medan Lo-Pro och Staind öppnade för den andra delen. Saliva gjorde de fem sista showerna och Like a Storm återvände nära slutet av turnén. Den här återföreningsturnén inkluderade alla fyra av bandets originalmedlemmar, men även före detta Submersed gitarristen Eric Friedman, en vän till Mark Tremonti som försåg kompgitarrer och bakgrundsvokaler. Bandet spelade fem låtar ("Overcome", "Rain", "Bread of Shame", "Full Circle" och "A Thousand Faces") från deras Full Circle album, och även äldre hits genom turnén.
På 24 oktober 2009, så var det intygat av Scott Phillips att Creed skulle gå på en världsturné i mars 2010, startandes med en till USA-turné, följt av Kanada, Australien, Nya Zeeland, Sydamerika, och Europa.

## Låtförteckning
1. "Overcome" - 3:46
2. "Bread of Shame" - 3:56
3. "A Thousand Faces" - 4:54
4. "Suddenly" - 3:31
5. "Rain" - 3:28
6. "Away in Silence" - 4:40
7. "Fear" - 4:05
8. "On My Sleeve" - 4:14
9. "Full Circle" - 4:08
10. "Time" - 5:55
11. "Good Fight" - 3:55
12. "The Song You Sing" - 4:08

## Medlemmar
- Scott Stapp - sång
- Mark Tremonti - gitarr
- Brian Marshall - elbas
- Scott Phillips - trummor